# Финская церковь Святой Марии (Санкт-Петербург)
Церковь Святой Марии (фин. Pyhän Marian kirkko) — лютеранский храм в Санкт-Петербурге, центр исторического прихода Пиетари (фин. Pietari) Евангелическо-лютеранской церкви Ингрии. В настоящее время действующий приход, кафедральный собор Церкви Ингрии.

## История
Первая евангелическо-лютеранская община на территории современного Петербурга была образована в 1630-х годах в городе Ниен (швед. Nyen) и входила в состав лютеранской Церкви Швеции. Основана она была как объединённая шведско-финская община.
После передачи Ингерманландии России в ходе Северной войны часть жителей Ниена была переселена в строящийся Санкт-Петербург. Собрания лютеранской общины Петербурга начались в 1703 году, их проводил в частном доме пастор Якоб Майделин.
В 1734 году императрица Анна Иоанновна подарила общине участок на Большой Конюшенной улице, на котором была построена первая деревянная церковь, имевшая крестообразный план и освящённая 19 мая того же года в честь Святой Анны.
В 1745 году шведско-финская община разделилась, однако богослужения совершались в общей церкви.
В 1767 году церковь перешла во владение финской общины.
В 1803 году финская община начала строительство новой каменной, прямоугольной в плане церкви на 2400 мест. Строительство осуществлялось по проекту архитектора Готтлиба Xристиана Паульсена — ученика Ю. М. Фельтена в классицистическом стиле.
12 декабря 1805 года, в день рождения императора Александра I, храм освятили в честь святой Марии, тёзоимённой его матери, вдовствующей императрице Марии Фёдоровне. В него из старой, деревянной церкви перенесли люстру, изготовленную ювелиром Захарием Дейхманом.
В 1878 году была предпринята попытка собрать деньги на строительство нового храма, однако набрать необходимой суммы не удалось.
В 1899 году архитектор К. К. Керковиус разработал проект нового храма. Его предполагалось возвести вблизи Финляндского вокзала, где традиционно проживало много финнов, однако и этот проект не был осуществлён из-за недостатка средств.
На попечительстве прихода Святой Марии находились многочисленные приюты: дом сирот для мальчиков на 34 места, построенный в 1886 году, дом сирот для девочек, открытый в 1859 году, приют для бедных на 309 мест, организованный в 1885 году, касса взаимопомощи и школа. Приходу также принадлежала часовня на финском участке Митрофаниевского кладбища, проект которой составил в 1868 году архитектор Ф. К. Мельгрен, и молитвенный дом Святой Марии в Лахте.
Службы в церкви Святой Марии проводились по воскресеньям и праздникам 3 раза в день, зимой — ещё и по средам. Церковный хор всегда был открыт для всех.
Постановлением Леноблисполкома от 21 апреля (23 марта) 1938 года церковь Святой Марии была закрыта, а её здание передано Эрмитажу.
В 1940 году здание было перестроено под общежитие строительного управления.
С 1970 года в здании церкви находился «Дом природы».

### Современность
В 1990 году усилиями пастора Арво Сурво был возрождён и вновь зарегистрирован лютеранский приход Святой Марии, которому сначала выделили лишь несколько помещений в здании церкви.
В начале 1990-х годов в приходе действовала воскресная школа на 80 детей, детский церковный хор, проводились богослужения на финском и русском языках, а также богослужения на других финно-угорских языках, работала конфирмационная школа. На средства верующих Финляндии был организован пансионат для престарелых в посёлке Песочное.
Борьба прихожан за полное возвращение здания увенчалась успехом лишь в 1994 году. После этого начался сбор средств на реставрацию.
В 1999 году под руководством Центра зарубежной помощи Церкви Финляндии, при поддержке финских приходов и под контролем Музейного ведомства Санкт-Петербурга начали проводить реставрацию церкви по проекту С. И. Иванова и Э. Лонка. Здание церкви Святой Марии было восстановлено исключительно благодаря пожертвованиям лютеран Финляндии, которые собрали для этой цели почти 20 млн финских марок.
Церковь была повторно освящена в 19 мая 2002 года в присутствии архиепископа Евангелическо-Лютеранской церкви Финляндии Юкки Паарма, президента Финляндии Тарьи Халонен и губернатора Санкт-Петербурга Владимира Яковлева.
В сентябре 2002 года по решению церковного правления церковь Святой Марии стала епископальной церковью, что соответствует кафедральному собору.

## Архитектура
Прямоугольное в плане здание увенчано куполом на высоком барабане. Главный западный фасад храма, обращённый на Большую Конюшенную улицу, украшен портиком из четырёх колонн тосканского ордера и завершён треугольным фронтоном. Портик фасада храма фланкируют ниши, в которых первоначально были установлены скульптуры апостолов Петра и Павла. Затем их заменили вазы, стоявшие ранее на парапете.
В 1871 году архитектор К. К. Андерсон частично перестроил храм: внутри здания были сооружены вторые хоры на чугунных столбах, боковые окна главного фасада переделаны в двери.
В 1890-х годах под руководством архитектора Л. Н. Бенуа были внесены небольшие изменения в фасад.

## Орган
В 1872—1879 годах в церкви Святой Марии, работал кантором-органистом известный ингерманландский композитор, музыкант и просветитель Моозес Путро.
В 1916 году церковь Святой Марии приобрела новый орган. Первым на нём сыграл известный финский композитор Оскар Мериканто, гастролировавший в то время в Петербурге.
В 2010 году в церкви велись работы по установке необарочного духового органа, которые проводила финская органостроительная фирма-изготовитель «Марти Портан» (фин. Martti Porthan). Прототипом этого инструмента служил орган немецкого города Пониц работы Готфрида Зильбермана (1737). Орган имеет 27 регистров, 2 мануала и педальную клавиатуру. Игровая и регистровая трактуры — механические.
5 декабря 2010 года состоялось торжественное богослужение с освящением органа и концерт-инаугурация органа, в котором принимали участие главный органист церкви Святой Марии — Марина Вяйзя, а также гости из Академии имени Сибелиуса (Хельсинки, Финляндия) — профессор Олли Портан, Кари Юссила и Кати Хямяляйнен. Следом за открытием, 6 декабря состоялся концерт по случаю Дня независимости Финляндии.

### Диспозиция органа «Марти Портан»
Диспозиция органа «Марти Портан» (фин. Martti Porthan), 2010 год,  Финляндия, Тервакоски.
| I. Hauptwerk C, D-d3 |     |
| Bordun               | 16’ |
| Principal            | 8’  |
| Viola di Gamba       | 8’  |
| Rohrflöte            | 8’  |
| Octava               | 4’  |
| Spitzflöte           | 4’  |
| Quinta               | 3’  |
| Octava               | 2’  |
| Tertia               |     |
| Mixtur IV            |     |
| Trompette            | 8’  |

| II. Oberwerk C, D-d3 |      |
| Quintaden            | 8’   |
| Principal            | 8’   |
| Gedact               | 8’   |
| Vox humana           | 8’   |
| Octava               | 4’   |
| Rohrflöte            | 4’   |
| Nasat                | 3’   |
| Gemshorn             | 2’   |
| Quinta               | 1/2’ |
| Tertia               |      |
| Cymbel III           | 2’   |
| Tremulant            |      |

| Pedal C, D-d1 |     |
| Subbass       | 16’ |
| Octavbass     | 8’  |
| Octavbass     | 4’  |
| Posaunebass   | 16’ |
| Trompetenbass | 8’  |

| 27 регистров, 2 мануала и педаль (27/II/P).  |
| Механическая игровая и регистровая трактуры. |
| Копулы: II/I, I/P, II/P.                     |

## Персоналии
С 2013 года настоятелем Кафедрального собора Святой Марии является пастор Михаил Иванов.
Главный органист — Марина Вяйзя, преподаватель Санкт-Петербургской консерватории.

### Список настоятелей церкви
| Настоятели церкви | Настоятели церкви                                 |
| Даты              | Пастор                                            |
| ----------------- | ------------------------------------------------- |
| 1703—1729†        | Якоб Майделин                                     |
| 1730—1732†        | Йохан Тёрне                                       |
| 1733—1745         | Густав Леванус                                    |
| разделение        | финской и шведской общин                          |
| 1745—1746         | Эсайяс Арон Норденберг                            |
| 1746—1751†        | Хенрик Скюттениус                                 |
| 1751—1755         | Самуэл Алопеус                                    |
| 1755—1791†        | Йохан Хенрик Крогиус                              |
| 1791—1793         | Йохан Адольф Эуропеус (и. о. пастора)             |
| 1793—1822         | Карл Густав Майделин                              |
| 1822—1828         | Карл Вилхелм Сирен (и. о. пастора)                |
| 1828—1829         | Якоб Вилхелм Бьёрк (и. о. пастора)                |
| 1829—1826†        | Карл Густав Майделин                              |
| 1836—1837         | Израэль Сонни (и. о. пастора)                     |
| 1837—1838         | Константин Шрёдер (и. о. пастора)                 |
| 1838—1866†        | Карл Вилхелм Сирен                                |
| 1867—1883†        | Йохан Кристофер Эквист                            |
| 1884—1890         | Георг Вильям Реландер                             |
| 1890—1910†        | Адольф Хаккарайнен                                |
| 1911—1918         | Юхо Сааринен                                      |
| 1918—1919         | Оскар Вилхелм Линдберг (и. о. пастора)            |
| 1920—1922         | епископ Феликс Фридольф Реландер (эмигрировал)    |
| 1923—1937         | пробст Селим Ялмар Лауриккала (выслан)            |
| 1936—1937         | Пекка Бракс (арестован в 1937, расстрелян в 1938) |
| приход закрыт     |                                                   |
| 1990              | Арво Сурво (основатель возрождённого прихода)     |
| 1991—1996         | Эро Кугаппи                                       |
| 1998—1999         | Мартти Хирвонен                                   |
| 2000—2002         | Кости Лайтинен                                    |
| 2002—2009         | Юхани Пёрсти                                      |
| 2009—2013         | Арри Кугаппи                                      |

### Прихожане
За пределами города историческому приходу Пиетари (фин. Pietari) принадлежало лютеранское население 30 деревень:

Автово, Александровская, Большая Горская, Верпелева, Волково, Волынкина, Жерновка, Кайпилово, Калинкина, Каменка, Коломяги, Конная Лахта, Крестовское, Купчино, Лахта, Лигово, Лисий Нос, Лоцманская, Малая Горская, Mурино, Новая, Новая Деревня, Ольгино, Парголово, Смоленка, Старая Деревня, Старожиловка, Тарховка, Tентелева, Ульянка.

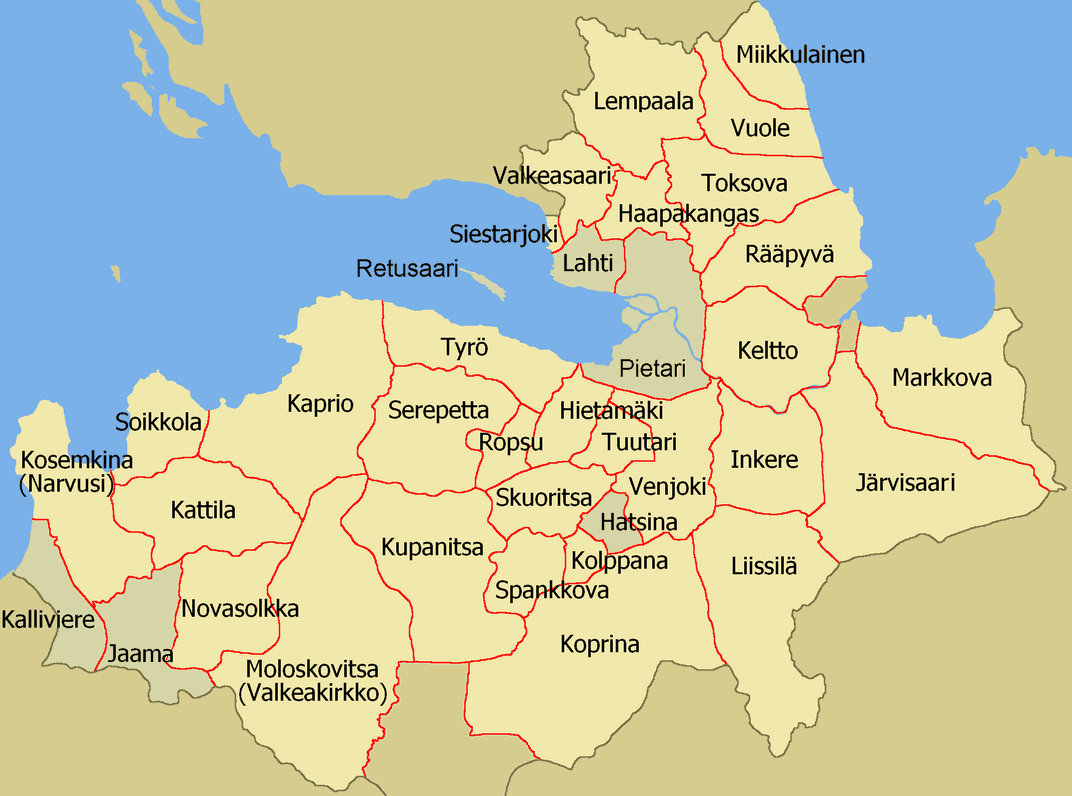
Карта приходов Церкви Ингрии (1930-е годы)

Изменение численности населения прихода с 1790 по 1919 год:

## Исторические фотографии

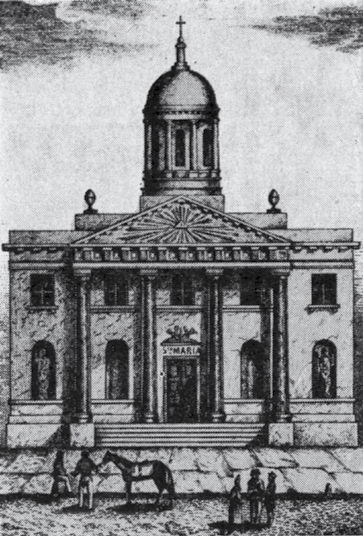
Гравюра начала XIX века
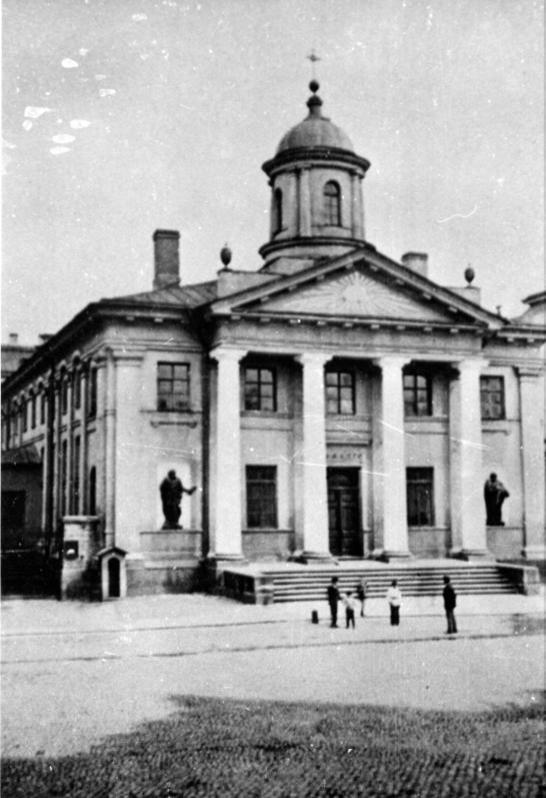
Фото начала XX века
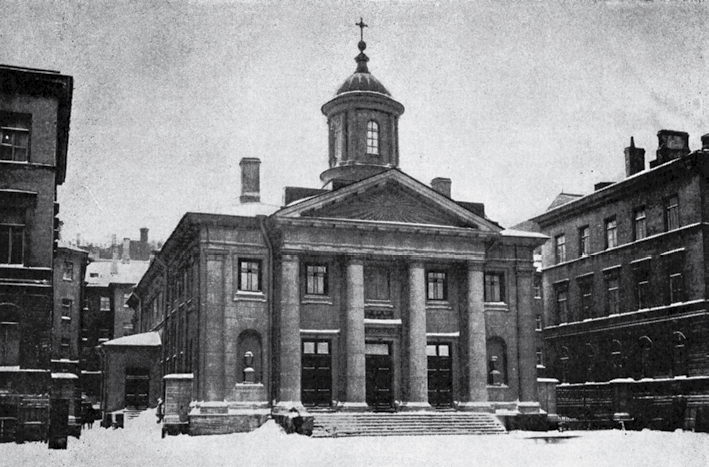
Фотография начала XX века